# Ivã II de Moscou
Ivan II, dito o Justo (em russo: Иван II Иванович Красный, Ivan Ivánovitch Krasnîy) (Moscou, 30 de março de 1326 – Moscou, 13 de novembro de 1359) foi o segundo filho de Ivan Calita e foi o sucessor do seu irmão, Simão, como grão-duque de Moscou e Vladimir em 1353. Antes, ele havia governado as cidades de Ruza e Zvenigorod.
Ao suceder seu irmão, Ivan cogitara abandonar a antiga aliança com os mongóis e aliar-se com a Lituânia, mas abandonou essa ideia rapidamente, assim que firmou uma nova aliança com a Horda dourada.
Ivan é descrito como um governante apático. Com a sua segunda esposa, Alexandra Ivanovna Veliaminova, teve muitos filhos, incluindo Demétrio Donskoi, o seu sucessor.